# Ernesto Leistenschneider
Ernesto Leistenschneider (1925-2019) fue un cineasta, periodista, empresario y coleccionista que vivió en Perú por varias décadas.

## Biografía
Nació en Merzig – Sarre, el 8 de febrero de 1925. Fue hijo de Nikolaus Leistenschneider y Franciska Hausen. Estudió inicialmente medicina en la universidad pública de Estrasburgo, Francia, lamentablemente no pudo continuar sus estudios debido al estallido de la Segunda Guerra Mundial. Culminada la guerra, influenciado por un tío paterno, decide estudiar cine en Alemania. Es así que participa como camarógrafo en los largometrajes ZugvÖgel (1947) y Wohin die Züge fahren / Where the Trains Go (1949).
A los 28 años viaja a América Latina como Corresponsal de Visnews-Inglaterra para Argentina y Perú. Llega al Perú en 1955 como representante del Noticiero EL MUNDO AL INSTANTE de UFA, TRANSTEL alemana. Fue fundador y gerente de Lima Films, una de las más importantes empresas productoras de cine y televisión en el Perú. Tuvo a su cargo la realización de cerca de 350 noticieros y 120 documentales en cine desde 1955 hasta 1982. Entre 1970 y 1978, fue productor del noticiero EL INFORMATIVO NACIONAL, único noticiero privado con pase por el gobierno revolucionario, cubriendo las 225 salas de cine de todo el Perú.
Destacan el cortometraje musical El Plebeyo (1962) con el actor Vlado Radovich y su trabajo como productor ejecutivo de reconocidas películas peruanas como Túpac Amaru (1984), que obtuvo premios en el Festival de Cine de Londres y el Festival Internacional de Cine de Tokio, entre otros.
Mientras exploraba y registraba todo el país, empezó a descubrir herramientas y objetos precolombinos vinculados a la ciencia y la tecnología, lo que lo llevó a reunir un conjunto de más de 17.000 piezas, considerada una de las más importantes colecciones de ciencia precolombina existentes en el mundo, que se exhibió en el Perú y el extranjero.
En el año 1993 instala el primer Museo de Arte y Tecnología Pre-Colombina en la Sociedad Nacional de Industrias, donde fue director desde 1978 a 2002 y presidente del Comité de la Industria Cinematográfica. Su colección fue el centro de una gran exhibición titulada “Tecnología Comparada: Dos mil años transformando el mundo” organizada por el Museo de la Ciencia – CosmoCaixa en Madrid y Barcelona. Dicha colección fue adquirida en el 2018 por Carlos Rodríguez-Pastor, presidente Intercorp, uno de los principales grupos empresariales peruanos, con el objetivo de hacer un museo precolombino. Ernesto falleció en Lima el 16 de setiembre de 2019, poco antes de cumplir los 95 años. Sus restos y los de su madre, Franciska Hausen, descanzan en Merzig – Sarre.

## Filmografía
- Maratón de Triciclos, 1974, 11 min.
- El Norte con Velasco, 1974, 10 min.
- Alma y Piedra I, 1977, 10 min.
- Reencuentro con el pueblo, 1973, 14 min.
- Tierra sin Patrones, 1973, 11 min.
- Patrimonio Cultural – Informes Arqueológicos, 1970-1980, 12 min.
- Pioneros de Arena, 1975, 10 min.
- Mitin de Adhesión a Velasco, 1974, 6 min.
- Alma y Piedra II, 1978, 10 min.
- Tradición y Revolución, 1972,12 min.
- El Plebeyo, 1962, 4 min.